# Benchmark-Verfahren
Das Benchmark-Verfahren ist in der Toxikologie  ein Instrument zur statistisch-mathematische Analyse vorliegender Dosis-Wirkungs-Daten. Ziel ist eine quantitative Risikoabschätzung. Dabei wird  nach Anpassung eines mathematischen Modells eine Dosis (englisch benchmark dose, BMD)  oder eine Konzentration eines Stoffes in der Luft (englisch benchmark concentration, BMC)  geschätzt, die mit einer bestimmten Wahrscheinlichkeit zu einem Effekt führt.  Die BMD oder BMC ist demnach mit einer im Vorhinein festgelegten Benchmark-Response (BMR) verknüpft, z. B. einer 10-%-Steigerung des Krebsrisikos oder eines 10-%-Abfalls des Körpergewichts. Um die Sicherheit der Schätzung zu beschreiben, wird in der Regel ein Vertrauensbereich angegeben. Die untere Grenze des Vertrauensbereichs  wird als  Benchmark Dose Lower Bound  oder Benchmark Dose Lower Confidence Limit (BMDL) bezeichnet. Es handelt sich dabei üblicherweise um die untere Grenze eines einseitigen 90-%- oder 95-%-Konfidenzintervalls.
Das Benchmark-Verfahren ist in der regulatorischen Toxikologie von großer Bedeutung: Seit 1999 wird es von der  amerikanischen  Environmental Protection Agency verwendet, die auch eine Software zur computergestützten Durchführung von Benchmark-Dosis-Analysen entwickelt hat.
Im Gegensatz zum NOAEL-Ansatz werden beim Benchmark-Verfahren  mittels statistischer Methoden alle Werte der gesamten Dosis-Wirkungs-Kurve mit einbezogen. Da das Benchmark-Verfahren zusätzlich die Form der Dosis-Wirkungs-Kurve mit einbezieht sowie durch die Angabe des Vertrauensbereichs die Stichprobengröße der zugrundeliegenden Studie berücksichtigt, gilt es als dem NOAEL-Ansatz überlegen.